# Rostgumpad chachalaca
Rostgumpad chachalaca (Ortalis ruficauda) är en fågel i familjen trädhöns inom ordningen hönsfåglar.

## Utseende och läte
Rostgumpad chachalaca är en stor hönsliknande fågel med lång stjärt. Fjäderdräkten är övervägande brun, med beigeorange undergump. Liknande brunvingad chachalaca är ljus under och saknar rostrött i stjärten. Fågeln har en mängd läten, bland annat ett högljutt  "wuck-a-wuck-wuck" som avges i crescendo, ett dämpad muttrande "wuck-wuck-wuck...", ett ljudligt och gällt "yuck" som hörs enstaka eller i serier och ett gnissligt "zwick", också enstaka men även i snabba utbrott.

## Utbredning och systematik
Rostgumpad chachalaca delas in i två distinkta underarter med följande utbredning:
- Ortalis ruficauda ruficrissa – förekommer i tropiska norra Colombia och nordvästra Venezuela
- Ortalis ruficauda ruficauda – förekommer från nordöstra Colombia till norra Venezuela, Tobago och Isla Margarita

## Levnadssätt
Rostgumpad chachalaca hittas i buskmarker och skogslandskap. Där lever den på marken.

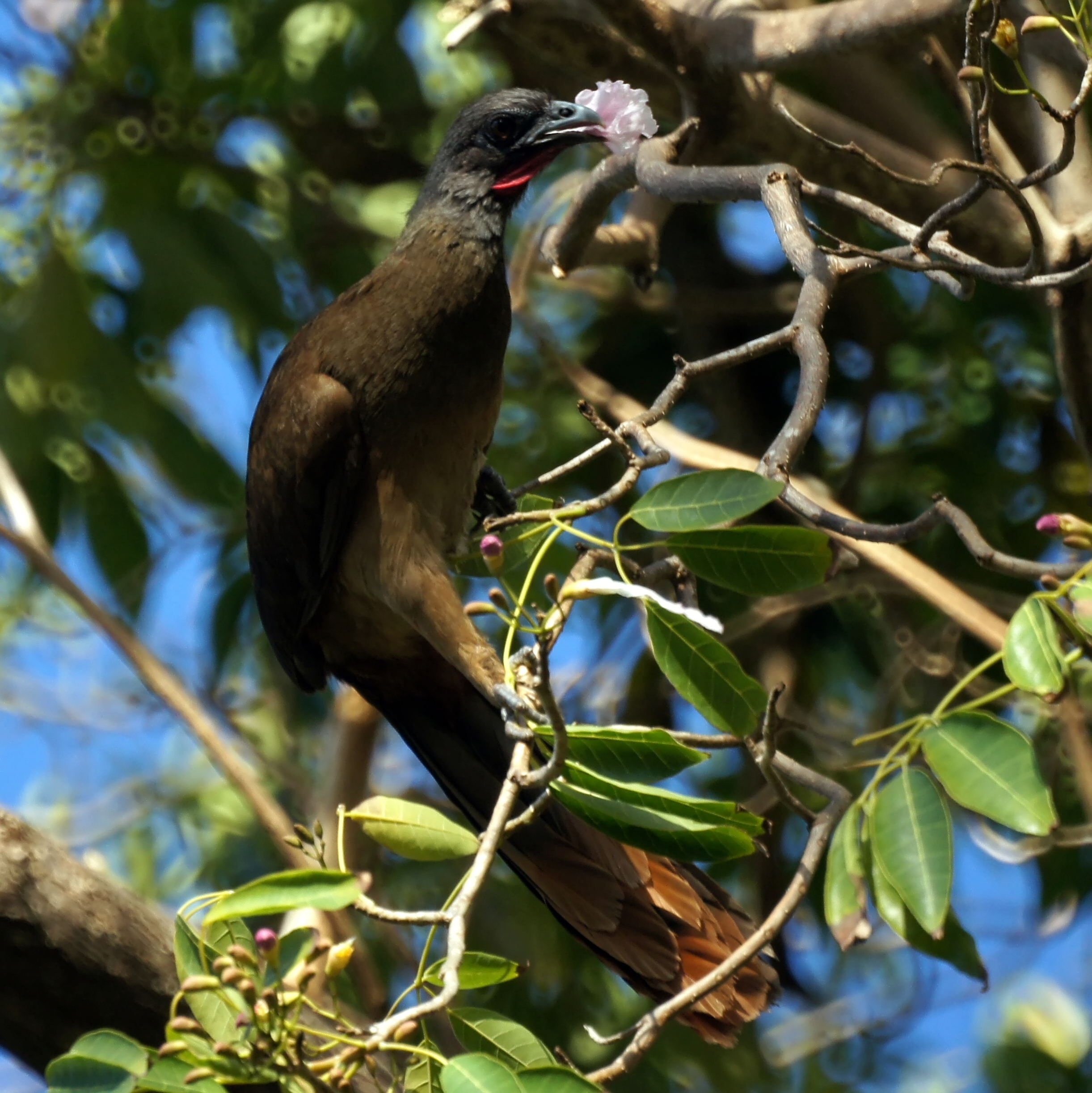

## Status
Arten har ett stort utbredningsområde och beståndet anses stabilt. Internationella naturvårdsunionen IUCN listar den därför som livskraftig (LC).